# Список Героев Социалистического Труда (Сборщикова — Сечина)
Эта страница является частью списка Героев Социалистического Труда и перечисляет в алфавитном порядке лиц, удостоенных звания Героя Социалистического Труда, чьи фамилии начинаются с буквы «С», от Сборщикова до Сечина.
- Список не включает дважды и трижды Героев Социалистического Труда, а также лиц, лишённых этого звания.
- Список содержит информацию о датах жизни, роде деятельности и дате присвоения звания Героя.
- Герои, удостоенные звания посмертно, выделены в списке  серым цветом .
- Герои, сменившие фамилию после присвоения звания, приводятся в списках дважды, при этом строка с новой фамилией выделяется  бежевым цветом  и не имеет номера.

## Список людей, фамилии которых начинаются с «С»
| Навигационная таблица | Навигационная таблица    |
| --------------------- | ------------------------ |
| «С»                   | Саакян — Сальникова      |
| «С»                   | Самадалашвили — Саяхимов |
| «С»                   | Сборщикова — Сечина      |
| «С»                   | Сибиркин — Сиюхов        |
| «С»                   | Скаженик — Смыслин       |
| «С»                   | Снегирёв — Союстов       |
| «С»                   | Спаривак — Стычинский    |
| «С»                   | Субаев — Сяплов          |

| №          | Фамилия, имя, отчество                                                    | Даты жизни              | Деятельность | Дата присвоения | ГС         |
| ---------- | ------------------------------------------------------------------------- | ----------------------- | --- | --------------- | ---------- |
| 1          | Сборщикова Анна Максимовна                                                | 1913 — ????             | Звеньевая колхоза «Коллективный труд» Саркандского района Талды-Курганской области | 28.03.1948      | [ ГС 1 ]   |
| 2          | Свазян Андраник Аршакович                                                 | 1915 — ????             | Комбайнёр Талинской МТС Армянской ССР | 05.08.1952      | [ ГС 2 ]   |
| 3          | Свеклов Василий Григорьевич                                               | 04.05.1924 — 01.04.1990 | Председатель колхоза «Победа» Яльчикского района Чувашской АССР | 22.03.1966      | [ ГС 3 ]   |
| 4          | Сверкова Татьяна Николаевна                                               | 05.07.1926 — 07.04.2000 | Звеньевая совхоза «Анжерский» Министерства совхозов СССР, Анжеро-Судженский район Кемеровской области | 03.07.1950      | [ ГС 4 ]   |
| 5          | Светланов Евгений Фёдорович                                               | 06.09.1928 — 03.05.2002 | Художественный руководитель и главный дирижёр Государственного академического симфонического оркестра СССР, народный артист СССР, гор. Москва | 25.04.1986      | [ ГС 5 ]   |
| 6          | Светлик Николай Людвигович                                                | 08.08.1904 — 07.02.1972 | Звеньевой совхоза «Вольно-Чернихово» Министерства совхозов СССР, Городищенский район Барановичской области | 30.03.1949      | [ ГС 6 ]   |
| 7          | Светличная Ксения Петровна                                                | 1915—2001               | Звеньевая колхоза «20 лет Октября» Белокуракинского района Ворошиловградской области | 19.04.1949      | [ ГС 7 ]   |
| 8          | Светличный Владимир Андреевич                                             | 04.07.1927 — 19.12.1994 | Звеньевой механизированного звена по выращиванию сахарной свёклы Кубанского научно-исследовательского института испытаний тракторов и сельскохозяйственных машин, Краснодарский край                                                                                   | 31.12.1961      | [ ГС 8 ]   |
| 9          | Свешников Александр Васильевич                                            | 12.09.1889 — 03.01.1980 | Руководитель Государственного академического русского хора, народный артист СССР, гор. Москва | 11.09.1970      | [ ГС 9 ]   |
| 10         | Свешников Гавриил Васильевич                                              | 1908 — ????             | Управляющий строительно-монтажным трестом № 1 Министерства промышленного строительства СССР, гор. Киев | 05.04.1971      |            |
| 11         | Свешников Егор Иванович                                                   | 12.02.1914 — 10.04.1995 | Бригадир тракторной бригады колхоза «Победа Октября» Аннинского района Воронежской области | 31.12.1965      | [ ГС 10 ]  |
| 12         | Свидерко Владимир Станиславович                                           | 1926 — 08.03.1991       | Сборщик трансформаторов Московского электрозавода имени В. В. Куйбышева Министерства электротехнической промышленности СССР | 08.08.1966      |            |
| 13         | Свилайнис Пранас Антано                                                   | род. 1929               | Фрезеровщик Вильнюсского завода счётных машин имени В. И. Ленина Министерства приборостроения, средств автоматизации и систем управления СССР, Литовская ССР | 20.04.1971      |            |
| 13.000001  | Свилёва Евдокия Васильевна                                                | 13.05.1915 — ????       | Доярка молочного совхоза «Шуйский» Министерства совхозов СССР, Междуреченский район Вологодской области | 21.07.1950      | [ ГС 11 ]  |
| 14         | Свинарёва Вера Андреевна                                                  | 1902 — ????             | Звеньевая виноградарского совхоза «Суворовский» Министерства пищевой промышленности СССР, Минераловодский район Ставропольского края | 05.10.1949      | [ ГС 12 ]  |
| 15         | Свинарёва Зинаида Ивановна                                                | 27.10.1929 — 24.11.2014 | Бригадир колхоза имени Калинина Черноярского района Астраханской области | 30.04.1966      | [ ГС 13 ]  |
| 16         | Свинарёва Наталья Ивановна                                                | 24.05.1914 — 30.05.2000 | Комбайнёр Выселковской МТС Краснодарского края | 20.05.1952      | [ ГС 14 ]  |
| 17         | Свинаренко Дмитрий Михайлович                                             | 06.10.1911 — 02.10.1976 | Управляющий рудоуправлением имени Дзержинского треста «Дзержинскруда», гор. Кривой Рог Днепропетровской области | 19.07.1958      | [ ГС 15 ]  |
| 18         | Свинковская Елена Иосифовна                                               | 16.06.1928 — 18.08.2010 | Доярка свеклосовхоза «Джамбулский» Свердловского района Джамбулской области | 06.09.1973      | [ ГС 16 ]  |
| 19         | Свинцов Алексей Егорович                                                  | 24.02.1918 — 20.05.2000 | Бригадир тракторной бригады колхоза «Власть Советов» Шатковского района Горьковской области | 30.04.1966      | [ ГС 17 ]  |
| 20         | Свирава Джого Эрастович                                                   | 1898 — ????             | Звеньевой колхоза «Коминтерн» Зугдидского района Грузинской ССР | 21.02.1948      | [ ГС 18 ]  |
| 21         | Свириденко Софья Петровна                                                 | 20.05.1920 — ????       | Доярка колхоза имени Ленина Бородянского района Киевской области | 26.02.1958      | [ ГС 19 ]  |
| 22         | Свиридов Александр Васильевич                                             | 13.04.1918 — 16.12.1978 | Бригадир проходчиков строительно-монтажного управления № 8 Московского метростроя Министерства транспортного строительства СССР | 09.08.1958      | [ ГС 20 ]  |
| 23         | Свиридов Аникей Иванович                                                  | 04.11.1920 — 09.01.1999 | Вальщик леса Селихинского леспромхоза Министерства лесной и деревообрабатывающей промышленности СССР, Комсомольский район Хабаровского края | 07.05.1971      | [ ГС 21 ]  |
| 24         | Свиридов Виталий Артемьевич                                               | 22.02.1941 — 24.11.2007 | Сталевар Кузнецкого металлургического комбината имени В. И. Ленина Министерства чёрной металлургии СССР, Кемеровская область | 29.06.1988      | [ ГС 22 ]  |
| 25         | Свиридов Георгий Васильевич                                               | 16.12.1915 — 06.01.1998 | Композитор, пианист, народный артист СССР, гор. Москва | 18.12.1975      | [ ГС 23 ]  |
| 26         | Свиридонов Алексей Иванович                                               | род. 1930               | Бригадир электролизников Братского алюминиевого завода Министерства цветной металлургии СССР, Иркутская область | 02.03.1981      | [ ГС 24 ]  |
| 27         | Свирин Юрий Миронович                                                     | 26.06.1937 — 29.04.2004 | Генеральный директор производственного объединения «Марийский машиностроитель» — директор Марийского машиностроительного завода Министерства радиопромышленности СССР, гор. Йошкар-Ола                                                                                 | 06.08.1991      | [ ГС 25 ]  |
| 28         | Свирненко Пётр Степанович                                                 | 1902—1966               | Старший гидрометеоролог полярной станции Диксонского районного радиометцентра, Таймырский национальный округ | 13.08.1960      |            |
| 29         | Свистула Иван Степанович                                                  | 15.01.1928 — 18.12.2014 | Тракторист Свердловской МТС Убаганского района Кустанайской области | 11.01.1957      | [ ГС 26 ]  |
| 30         | Свистула Павел Иванович                                                   | род. 29.06.1923         | Заведующий овцетоварной фермой колхоза «Красный Октябрь» Арзгирского района Ставропольского края | 08.04.1971      | [ ГС 27 ]  |
| 31         | Свистун Александра Денисовна                                              | 15.07.1920 — ????       | Звеньевая колхоза имени Чкалова Ново-Украинского сельсовета Марьинского района Сталинской области | 02.06.1950      | [ ГС 28 ]  |
| 32         | Свистун Варвара Яковлевна                                                 | род. 02.03.1921         | Звеньевая колхоза имени Чкалова Ново-Украинского сельсовета Марьинского района Сталинской области | 02.06.1950      |            |
| 33         | Свистун Фёдор Иванович                                                    | 1899 — ????             | Председатель колхоза «Дружба» Сокальского района Львовской области | 26.02.1958      | [ ГС 29 ]  |
| 34         | Свистунова Мария Корнеевна                                                | 15.04.1916 — 22.11.1985 | Доярка племенного завода «Лесные Поляны» Пушкинского района Московской области | 22.03.1966      | [ ГС 30 ]  |
| 35         | Святецкая Зинаида Алексеевна                                              | род. 27.03.1927         | Агроном колхоза имени Ленина Теребовлянского района Тернопольской области | 31.12.1965      |            |
| 36         | Святкин Василий Иванович                                                  | 29.05.1916 — 27.05.1998 | Комбайнёр колхоза «Болышекаменский» Красноярского района Куйбышевской области | 19.04.1967      | [ ГС 31 ]  |
| 37         | Святодух Тамара Павловна                                                  | 26.06.1940 — 09.09.2018 | Председатель колхоза «Червоный партизан» Верхнеднепровского района Днепропетровской области | 08.08.1991      | [ ГС 32 ]  |
| 38         | Себсекенов Зады                                                           | 14.08.1914 — 17.10.1996 | Старший табунщик овцеводческого совхоза «Чиликтинский» Министерства совхозов СССР, Тарбагатайский район Восточно-Казахстанской области | 23.07.1948      | [ ГС 33 ]  |
| 39         | Севастьянов Иван Ильич                                                    | 1896—1959               | Старший агроном подсобного хозяйства «Саханка» треста «Азовстальстрой» Министерства строительства СССР, Новоазовский район Сталинской области | 19.10.1953      | [ ГС 34 ]  |
| 40         | Севастьянов Никифор Григорьевич                                           | 25.02.1901 — 21.03.1968 | Управляющий строительным трестом № 25 Воронежского совнархоза | 21.08.1958      | [ ГС 35 ]  |
| 41         | Северенчук Михаил Трофимович                                              | 21.10.1918 — 18.01.2005 | Первый секретарь Жашковского райкома Компартии Украины, Черкасская область | 08.04.1971      |            |
| 42         | Северин Гай Ильич                                                         | 24.07.1926 — 07.02.2008 | Главный конструктор и директор Машиностроительного завода «Звезда» Министерства авиационной промышленности СССР, Московская область | 08.02.1982      | [ ГС 36 ]  |
| 43         | Северин Ганс Михайлович                                                   | 1890 — ????             | Председатель колхоза имени Сталина Леселидзевского сельсовета Гагрского района Абхазской АССР | 03.05.1949      | [ ГС 37 ]  |
| 44         | Северин Сергей Евгеньевич                                                 | 17.12.1901 — 15.08.1993 | Заведующий кафедрой биохимии Московского государственного университета имени М. В. Ломоносова, академик Академии наук СССР и Академии медицинских наук СССР | 20.12.1971      | [ ГС 38 ]  |
| 45         | Северинов Кузьма Антипович                                                | 14.11.1931 — 12.09.1996 | Бригадир бригады рабочих очистного забоя шахты № 5—6 имени Димитрова, Сталинская область | 28.05.1960      | [ ГС 39 ]  |
| 46         | Северный Андрей Борисович                                                 | 11.05.1913 — 04.04.1987 | Директор Крымской астрофизической обсерватории, академик Академии наук СССР, Крымская область | 10.05.1973      | [ ГС 40 ]  |
| 47         | Северская Нина Константиновна                                             | 13.07.1927 — 31.10.2014 | Заведующая отделением областной больницы имени В. И. Ленина, гор. Чита | 23.10.1978      | [ ГС 41 ]  |
| 48         | Севостьянов Алексей Дмитриевич                                            | 1936—1995               | Начальник участка управления механизации Красноярскгэсстроя Министерства энергетики и электрификации СССР, Красноярский край | 01.06.1973      | [ ГС 42 ]  |
| 48.000002  | Севостьянова Анастасия Кирилловна                                         | 06.02.1927 — 01.10.2012 | Звеньевая колхоза «20-я годовщина Октября» Острогожского района Воронежской области | 18.01.1948      | [ ГС 43 ]  |
| 49         | Севченко Антон Никифорович                                                | 22.02.1903 — 26.09.1978 | Ректор Белорусского государственного университета имени В. И. Ленина, академик Академии наук Белорусской ССР, гор. Минск | 20.07.1971      | [ ГС 44 ]  |
| 50         | Седин Иван Корнеевич                                                      | 25.05.1906 — 03.01.1972 | Народный комиссар нефтяной промышленности СССР, гор. Москва | 24.01.1944      | [ ГС 45 ]  |
| 51         | Седляр Михаил Васильевич                                                  | 13.10.1920 — 04.02.2008 | Бригадир колхоза «Заветы Ленина» Столинского района Брестской области | 23.06.1966      | [ ГС 46 ]  |
| 52         | Седов Александр Осипович                                                  | 15.08.1911 — 23.08.1999 | Бригадир слесарей Зеленодольского завода имени А. М. Горького Министерства судостроительной промышленности СССР, Татарская АССР | 25.07.1966      | [ ГС 47 ]  |
| 53         | Седов Леонид Иванович                                                     | 14.11.1907 — 05.09.1999 | Заведующий кафедрой гидромеханики механико-математического факультета Московского государственного университета имени М. В. Ломоносова, академик Академии наук СССР | 13.11.1967      | [ ГС 48 ]  |
| 54         | Седов Марк Пименович                                                      | 25.03.1923 — 01.08.1988 | Директор Дзержинского производственного объединения «Капролактам» Министерства химической промышленности СССР, Горьковская область | 05.03.1976      | [ ГС 49 ]  |
| 55         | Седов Павел Иванович                                                      | 29.10.1906 — 08.1992    | Главный конструктор ОКБ-382 Государственного комитета Совета Министров СССР по электронной технике, гор. Москва | 17.06.1961      | [ ГС 50 ]  |
| 56         | Седов Юрий Владимирович                                                   | 05.08.1927 — 16.10.1999 | Токарь Пензенского машиностроительного завода Министерства машиностроения для лёгкой и пищевой промышленности и бытовых приборов СССР | 20.04.1971      | [ ГС 51 ]  |
| 57         | Седова Галина Георгиевна                                                  | 02.05.1924 — 27.01.2025 | Главный врач медико-санитарной части Электрогенераторного завода, гор. Сарапул Удмуртской АССР | 23.10.1978      | [ ГС 52 ]  |
| 58         | Седова Мария Александровна                                                | 09.06.1931 — 2003       | Бригадир совхоза «Детскосельский» Тосненского района Ленинградской области | 12.04.1979      | [ ГС 53 ]  |
| 59         | Седракян Маркар Седракович                                                | 31.03.1907 — 10.10.1973 | Главный технолог Армянского коньячного завода Министерства пищевой промышленности Армянской ССР, гор. Ереван | 26.04.1971      | [ ГС 54 ]  |
| 60         | Седракян Самвел Аристакесович                                             | 1939 — 26.10.2010       | Слесарь-монтажник Ереванскго завода «Электрон» Армянского производственного объединения «Электрон» Министерства радиопромышленности СССР, гор. Ереван Армянской ССР | 27.01.1981      | [ ГС 55 ]  |
| 61         | Седых Вера Фёдоровна                                                      | род. 10.11.1930         | Доярка колхоза имени Куйбышева Путивльского района Сумской области | 06.09.1973      |            |
| 62         | Седых Евдокия Ивановна                                                    | 1906 — 31.12.1996       | Доярка молочного племенного совхоза «Лесные Поляны» Министерства совхозов СССР, Пушкинский район Московской области | 09.10.1949      | [ ГС 56 ]  |
| 63         | Седых Иван Илларионович                                                   | 1906 — ????             | Звеньевой колхоза имени Ворошилова Прокопьевского района Кемеровской области | 25.02.1949      | [ ГС 57 ]  |
| 64         | Сеидов Гейдар Мираббас оглы                                               | 1887 — 17.04.1953       | Старший чабан колхоза имени Берия Нахичеванского района Нахичеванской АССР | 24.06.1949      |            |
| 65         | Сеидов Мурат                                                              | 1912 — ????             | Бригадир колхоза «Коммунизм» Ильялинского района Ташаузской области | 30.07.1951      | [ ГС 58 ]  |
| 66         | Сеидов Нурыназар                                                          | 1926 — ????             | Старший чабан каракулеводческого совхоза «Уч-Аджи» Министерства внешней торговли СССР, Байрам-Алийский район Марыйской области | 15.09.1948      | [ ГС 59 ]  |
| 67         | Сеидов Халим                                                              | 02.05.1924 — 1983       | Бригадир хлопководческой бригады колхоза имени Сталина Халачского района Чарджоуской области | 14.02.1957      | [ ГС 60 ]  |
| 68         | Сеитмамедов Берди                                                         | род. 1927               | Бригадир колхоза «Москва» Тахтинского района Ташаузской области | 07.03.1980      |            |
| 69         | Сеитниязов Розум                                                          | 1906 — ????             | Председатель исполкома Турткульского районного Совета депутатов трудящихся Кара-Калпакской АССР | 11.01.1957      | [ ГС 61 ]  |
| 70         | Сеитова Акчагуль                                                          | 02.05.1920 — ????       | Звеньевая колхоза «20 лет Октября» Тахта-Базарского района Марыйской области | 11.06.1949      | [ ГС 62 ]  |
| 71         | Сеитова Закария                                                           | 1929 — 01.03.2013       | Звеньевая свеклосовхоза «Енбекши» Кировского района Талды-Курганской области | 10.12.1973      | [ ГС 63 ]  |
| 72         | Сейдазов Кожамурат                                                        | 1908 — ????             | Старший чабан овцеводческого совхоза «Сыр-Дарьинский» Министерства совхозов СССР, Сары-Агачский район Южно-Казахстанской области | 03.12.1949      | [ ГС 64 ]  |
| 73         | Сейдалиев Алимкул                                                         | 1905 — ????             | Звеньевой колхоза «Кок-Узек» Свердловского района Джамбулской области | 28.03.1948      | [ ГС 65 ]  |
| 74         | Сейпи Елена Валентиновна                                                  | род. 1929               | Звеньевая колхоза имени Сталина Хустского округа Закарпатской области | 16.02.1948      | [ ГС 66 ]  |
| 75         | Сейтбекова Асылбубу                                                       | 20.03.1917 — 1966       | Скотница колхоза имени Сталина Ат-Башинского района Тянь-Шаньской области | 15.02.1957      | [ ГС 67 ]  |
| 76         | Сейтова Рахилям                                                           | род. 1938               | Звеньевая колхоза имени Свердлова Уйгурского района Алма-Атинской области | 19.04.1967      | [ ГС 68 ]  |
| 77         | Сейфуллаев Беюкага Нусрат оглы                                            | род. 16.01.1927         | Звеньевой колхоза имени Чапаева Масаллинского района Азербайджанской ССР | 01.07.1949      |            |
| 78         | Секара Мария Деомидовна                                                   | род. 1937               | Доярка совхоза «Березовский» Новоаненского района Молдавской ССР | 08.04.1971      |            |
| 79         | Секачёв Пётр Яковлевич                                                    | 14.06.1927 — 20.04.2005 | Слесарь-сборщик завода № 29 Омского Совнархоза | 17.06.1961      | [ ГС 69 ]  |
| 80         | Секачёва Раиса Ивановна                                                   | 04.10.1937 — 28.06.2002 | Мастер машинного доения колхоза имени Ленина Спасского района Рязанской области | 23.12.1976      | [ ГС 70 ]  |
| 81         | Секеманов Нургали                                                         | 1915 — ????             | Старший буровой мастер Алма-Атинской гидрогеологической экспедиции Казахского гидрогеологического управления Министерства геологии Казахской ССР | 20.04.1971      | [ ГС 71 ]  |
| 82         | Секиркина Евдокия Макаровна                                               | 14.03.1907 — 07.11.1978 | Свинарка колхоза «Знамя труда» Краснояружского района Белгородской области | 11.03.1958      | [ ГС 72 ]  |
| 83         | Секиркина Пелагея Егоровна                                                | 18.07.1927 — 12.12.2014 | Свинарка колхоза имени Жданова Ракитянского района Белгородской области | 08.04.1971      | [ ГС 73 ]  |
| 84         | Сексенов Газис Нуртасович                                                 | 1926 — ????             | Комбайнёр совхоза «Севастопольский» Урицкого района Кустанайской области | 24.12.1976      | [ ГС 74 ]  |
| 85         | Селёдкин Александр Николаевич                                             | 02.09.1918 — 02.06.1975 | Бригадир колхоза «МОПР» Николо-Черемшанского района Ульяновской области | 27.02.1948      | [ ГС 75 ]  |
| 86         | Селезнёв Андрей Фёдорович                                                 | 16.10.1905 — 24.11.1982 | Председатель колхоза «Победа» Ново-Анненского района Сталинградской области | 20.11.1958      | [ ГС 76 ]  |
| 87         | Селезнёв Борис Степанович                                                 | 18.04.1937 — 02.02.2019 | Токарь завода «Волна» Новгородского научно-производственного объединения «Волна» Министерства промышленности средств связи СССР | 10.03.1981      | [ ГС 77 ]  |
| 88         | Селезнёв Василий Степанович                                               | 1915—1985               | Директор Моисеевской МТС Краснотуранского района Красноярского края | 07.01.1948      | [ ГС 78 ]  |
| 89         | Селезнёв Игорь Сергеевич                                                  | 23.09.1931 — 19.02.2017 | Главный конструктор машиностроительного конструкторского бюро «Радуга» Министерства авиационной промышленности СССР, гор. Дубна Московской области | 06.05.1983      | [ ГС 79 ]  |
| 90         | Селезнёв Павел Сергеевич                                                  | 29.06.1917 — 08.05.1989 | Комбайнёр Отрадо-Кубанской МТС Гулькевичского района Краснодарского края | 25.08.1953      | [ ГС 80 ]  |
| 91         | Селезнёв Пётр Алексеевич                                                  | 05.06.1931 — 25.01.1998 | Производитель работ Новосибирского управления проектно-монтажных работ Министерства радиопромышленности СССР | 29.08.1969      | [ ГС 81 ]  |
| 92         | Селезнёва Ирина Романовна                                                 | 05.07.1901 — 24.11.1990 | Доярка колхоза имени Сталина Луховицкого района Московской области | 24.06.1949      | [ ГС 82 ]  |
| 92.000003  | Селезнёва Федосия Емельяновна                                             | род. 1929               | Звеньевая виноградарского совхоза имени Котовского Министерства пищевой промышленности СССР, Измаильский район Измаильской области | 05.07.1951      |            |
| 92.000004  | Селемеева Надежда Николаевна                                              | род. 1924               | Звеньевая колхоза «1 Мая» Талды-Курганского района Талды-Курганской области | 28.03.1948      | [ ГС 83 ]  |
| 93         | Селенене Елеонора Степоновна                                              | род. 1942               | Бригадир колхоза «Науясодис» Утенского района Литовской ССР | 27.12.1976      | [ ГС 84 ]  |
| 94         | Селецкий Георгий Андреевич                                                | 19.01.1927 — ????       | Бригадир комплексной бригады строительной бригады строительного управления № 8 треста «Промстрой» Министерства строительства Молдавской ССР | 07.05.1971      | [ ГС 85 ]  |
| 95         | Селиванов Александр Иванович                                              | 20.20.1910 — 11.09.1979 | Бригадир совхоза «Степной» Мордовского района Тамбовской области | 23.06.1966      | [ ГС 86 ]  |
| 96         | Селиванов Анатолий Васильевич                                             | 25.12.1931 — 07.11.1997 | Бригадир проходчиков Белорусского строительного шахтопроходческого управления треста «Шахтспецстрой» Государственного производственного комитета по монтажным и специальным строительным работам СССР, гор. Солигорск Минской области                                  | 15.02.1964      | [ ГС 87 ]  |
| 97         | Селиванова Мария Сергеевна                                                | 1909 — 09.08.1993       | Доярка подсобного хозяйства «Горки-II» Звенигородского района Московской области | 19.12.1953      | [ ГС 88 ]  |
| 98         | Селивёрстов Александр Васильевич                                          | 12.03.1929 — 28.06.1995 | Фрезеровщик Барнаульского радиозавода Министерства радиопромышленности СССР, Алтайский край | 26.04.1971      | [ ГС 89 ]  |
| 99         | Селивёрстова Евдокия Петровна                                             | 02.03.1927 — 07.10.2012 | Главный агроном совхоза «Темижбекский» Новоалександровского района Ставропольского края | 07.12.1973      | [ ГС 90 ]  |
| 100        | Селидовкин Дмитрий Алексеевич                                             | 11.11.1919 — 14.11.1995 | Главный врач Центральной санитарно-эпидемиологической станции Министерства здравоохранения СССР, гор. Москва | 04.02.1969      | [ ГС 91 ]  |
| 101        | Селищев Василий Иванович                                                  | 19.01.1932 — 17.01.2007 | Вальщик леса Поросозерского леспромхоза Министерства лесной и деревообрабатывающей промышленности СССР, Суоярвский район Карельской АССР | 07.05.1971      | [ ГС 92 ]  |
| 102        | Селищев Леонтий Яковлевич                                                 | 28.01.1897 — 16.12.1965 | Председатель колхоза «Советская Сибирь» Алтайского района Алтайского края | 06.05.1950      | [ ГС 93 ]  |
| 103        | Селютин Ким Фёдорович                                                     | 15.11.1925 — 22.07.1985 | Слесарь-лекальщик Таганрогского комбайнового завода Министерства тракторного и сельскохозяйственного машиностроения СССР, Ростовская область | 05.08.1966      | [ ГС 94 ]  |
| 104        | Селятицкий Георгий Александрович                                          | 06.04.1918 — 31.05.1987 | Начальник Западно-Сибирского геологоразведочного управления Министерства геологии РСФСР, гор. Новокузнецк Кемеровской области | 12.05.1977      | [ ГС 95 ]  |
| 105        | Семакова Анна Васильевна                                                  | 12.02.1912 — 17.03.1999 | Звеньевая совхоза «Красный Октябрь» Вожгальского района Кировской области | 17.03.1948      | [ ГС 96 ]  |
| 106        | Сембаев Абу                                                               | 1884 — 05.10.1979       | Старший табунщик колхоза «Социализм» Тайпакского района Западно-Казахстанской области | 23.07.1948      | [ ГС 97 ]  |
| 107        | Семейкина Екатерина Дмитриевна                                            | род. 09.05.1940         | Прядильщица Куровского производственного меланжевого объединения Министерства текстильной промышленности РСФСР, Орехово-Зуевский район Московской области | 17.03.1981      | [ ГС 98 ]  |
| 108        | Семененко Афанасий Андреевич                                              | 1907—1978               | Старший чабан каракулеводческого совхоза «Западный» Степновского района Астраханской области | 01.12.1949      | [ ГС 99 ]  |
| 109        | Семененко Вера Ивановна                                                   | 30.04.1933 — 21.03.2009 | Рабочая совхоза «Дагомысский» Лазаревского района гор. Сочи, Краснодарский край | 08.04.1971      | [ ГС 100 ] |
| 110        | Семененко Даниил Васильевич                                               | 1907—1965               | Бригадир рыболовецкого колхоза «Черноморец», гор. Очаков Николаевской области | 13.04.1963      |            |
| 111        | Семененко Николай Федосеевич                                              | род. 1930               | Литейщик научно-производственного объединения арматуростроения «Киеварматура» Министерства химического и нефтяного машиностроения СССР, гор. Киев | 03.01.1974      |            |
| 112        | Семененков Пётр Андреевич                                                 | 11.08.1903 — 01.05.1969 | Бригадир электромонтёров-ремонтников Рижского цементно-шиферного завода Министерства промышленности строительных материалов Латвийской ССР | 28.07.1966      |            |
| 113        | Семенец Николай Иванович                                                  | 01.03.1924 — 30.07.1988 | Машинист экскаватора Балаклавского рудоуправления имени Горького Министерства чёрной металлургии Украинской ССР, Крымская область | 22.03.1966      | [ ГС 101 ] |
| 114        | Семенистова Анна Яковлевна                                                | 1907 — ????             | Звеньевая колхоза «Гигант» Ворошиловского района Фрунзенской области | 26.03.1948      | [ ГС 102 ] |
| 115        | Семенихин Владимир Сергеевич                                              | 09.02.1918 — 27.11.1990 | Генеральный конструктор Научно-исследовательского института автоматической аппаратуры Министерства радиопромышленности СССР, заведующий кафедрой автоматизированных систем управления Московского института радиоэлектроники и автоматики, академик Академии наук СССР | 27.01.1981      | [ ГС 103 ] |
| 116        | Семенихин Демьян Васильевич                                               | 09.07.1902 — 1961       | Начальник шахты имени ОГПУ треста «Несветайантрацит» комбината «Шахтантрацит» Министерства угольной промышленности СССР, Каменская область | 26.04.1957      | [ ГС 104 ] |
| 117        | Семёнкин Геннадий Иванович                                                | 01.03.1935 — 13.04.2005 | Первый секретарь Бийского районного комитета КПСС, Алтайский край | 17.07.1986      | [ ГС 105 ] |
| 118        | Семенко Валентина Николаевна                                              | 15.07.1930 — 17.08.2000 | Свинарка совхоза «Козельщинский» Кременчугского района Полтавской области | 22.03.1966      | [ ГС 106 ] |
| 119        | Семенко Пелагея Максимовна                                                | 1904 — ????             | Звеньевая семеноводческого совхоза «Кубань» Министерства совхозов СССР, Гулькевичский район Краснодарского края | 06.04.1948      | [ ГС 107 ] |
| 120        | Семёнов Анатолий Иванович                                                 | 25.11.1908 — 16.04.1973 | Начальник Главного управления ракетного вооружения Министерства обороны СССР, генерал-лейтенант инженерно-технической службы | 17.06.1961      | [ ГС 108 ] |
| 121        | Семёнов Анатолий Максимович                                               | 1931 — ????             | Плавильщик Пермского моторостроительного завода имени Я. М. Свердлова Министерства авиационной промышленности СССР | 22.07.1966      | [ ГС 109 ] |
| 122        | Семёнов Валентин Александрович                                            | 26.12.1911 — 27.06.1988 | Директор Волгоградского тракторного завода имени Ф. Э. Дзержинского Министерства тракторного и сельскохозяйственного машиностроения СССР | 05.08.1966      | [ ГС 110 ] |
| 123        | Семёнов Валентин Григорьевич                                              | 10.06.1930 — 14.10.2002 | Бригадир слесарей Подольского механического завода имени М. И. Калинина Министерства машиностроения для лёгкой и пищевой промышленности и бытовых приборов СССР, Московская область                                                                                    | 20.04.1971      | [ ГС 111 ] |
| 124        | Семёнов Гавриил Васильевич                                                | 22.06.1922 — 10.06.2018 | Звеньевой механизированного звена колхоза имени Калинина Курского района Ставропольского края | 08.04.1971      | [ ГС 112 ] |
| 125        | Семёнов Георгий Васильевич                                                | 17.04.1902 — 14.05.1976 | Директор Оршанского льнокомбината Министерства лёгкой промышленности Белорусской ССР, Витебская область | 09.06.1966      | [ ГС 113 ] |
| 126        | Семёнов Григорий Матвеевич                                                | 1902 — ????             | Председатель колхоза имени Ленина Тамбовского района Тамбовской области | 22.03.1966      | [ ГС 114 ] |
| 127        | Семёнов Григорий Трофимович                                               | 27.02.1903 — 16.06.1970 | Главный геолог Якутского геологического управления Министерства геологии РСФСР | 04.07.1966      | [ ГС 115 ] |
| 128        | Семёнов Иван Михайлович                                                   | 07.03.1925 — 09.03.1982 | Председатель колхоза «Новая жизнь» Щёкинского района Тульской области | 27.12.1957      | [ ГС 116 ] |
| 129        | Семёнов Иван Петрович                                                     | 15.05.1926 — 29.12.2003 | Бурильщик Соликамского калийного комбината Министерства химической промышленности СССР, Пермская область | 28.05.1966      | [ ГС 117 ] |
| 130        | Семёнов Иван Семёнович                                                    | 08.03.1927 — 12.12.2004 | Старший машинист паровозного депо Воркута Печорской железной дороги, Коми АССР | 01.08.1959      | [ ГС 118 ] |
| 131        | Семёнов Иосиф Ефимович                                                    | 09.05.1924 — 20.04.2003 | Председатель колхоза «Прогресс» Алнашского района Удмуртской АССР | 30.04.1966      | [ ГС 119 ] |
| 132        | Семёнов Марк Иванович                                                     | 09.05.1930 — 30.03.1996 | Звеньевой совхоза «Пламя» Гатчинского района Ленинградской области | 30.04.1966      | [ ГС 120 ] |
| 133        | Семёнов Николай Анатольевич                                               | 21.04.1918 — 28.01.1982 | Директор комбината № 817 Министерства среднего машиностроения СССР, Челябинская область | 07.03.1962      | [ ГС 121 ] |
| 134        | Семёнов Николай Максимович                                                | 26.10.1921 — 03.04.2006 | Бригадир комбайновой бригады ПК-2М шахты № 22 треста «Щёкинуголь» комбината «Тулауголь» Министерства угольной промышленности СССР, Тульская область | 26.04.1957      | [ ГС 122 ] |
| 135        | Семёнов Николай Михайлович                                                | 28.11.1935 — 14.09.2010 | Тракторист-комбайнёр совхоза «Ленинский» Карасуского района Кустанайской области | 10.12.1973      | [ ГС 123 ] |
| 136        | Семёнов Николай Семёнович                                                 | 22.08.1930 — 10.11.1994 | Бригадир комплексной бригады слесарей-сборщиков Новосибирского завода «Промстальконструкция» Министерства среднего машиностроения СССР | 26.04.1971      | [ ГС 124 ] |
| 137        | Семёнов Николай Филиппович                                                | 1922 — ????             | Тракторист Хандагайского леспромхоза Министерства лесной и деревообрабатывающей промышленности СССР, Хоринский район Бурятской АССР | 07.05.1971      | [ ГС 125 ] |
| 138        | Семёнов Пётр Павлович                                                     | 1910 — ????             | Директор Абаканской МТС Краснотуранского района Красноярского края | 07.01.1948      | [ ГС 126 ] |
| 139        | Семёнов Сергей Гаврилович                                                 | 1891 — ????             | Директор подсобного хозяйства «Горки-II» Звенигородского района Московской области | 19.12.1953      | [ ГС 127 ] |
| 140        | Семёнов Сергей Яковлевич                                                  | 28.07.1925 — 18.07.2002 | Электромеханик парохода «Балашов» Латвийского морского пароходства Министерства морского флота СССР, гор. Рига | 04.05.1971      | [ ГС 128 ] |
| 141        | Семёнов Юрий Павлович                                                     | род. 20.04.1935         | Главный конструктор космических кораблей и станций научно-производственного объединения «Энергия» Министерства общего машиностроения СССР, гор. Калининград Московской области                                                                                         | 15.01.1976      | [ ГС 129 ] |
| 142        | Семёнова Анна Тарасовна                                                   | 08.11.1919 — 21.03.2005 | Пекарь-мастер Ленинградского хлебозавода «Красный пекарь» Министерства пищевой промышленности РСФСР | 21.07.1966      | [ ГС 130 ] |
| 143        | Семёнова Клавдия Фёдоровна                                                | 1922—1988               | Бригадир штукатуров ТЭЦстроя треста «Лениногорсксвинецстрой», Восточно-Казахстанская область | 07.03.1960      | [ ГС 131 ] |
| 144        | Семёнова Ксения Савельевна                                                | 03.12.1922 — 10.04.2005 | Сушильщица Витебского комбината строительных материалов Министерства промышленности строительных материалов Белорусской ССР | 09.04.1975      | [ ГС 132 ] |
| 145        | Семёнова Марина Тимофеевна                                                | 12.06.1908 — 09.06.2010 | Педагог балета Государственного академического Большого театра СССР, народная артистка СССР, гор. Москва | 13.06.1988      | [ ГС 133 ] |
| 145.000005 | Семёнова Мария Моисеевна                                                  | 26.11.1926 — 14.11.2002 | Звеньевая колхоза «Ударник полей» Промышленновского района Кемеровской области | 25.02.1949      | [ ГС 134 ] |
| 146        | Семёнова Меланья Васильевна                                               | 28.12.1938 — 05.12.2020 | Свинарка колхоза «Аврора» Никопольского района Днепропетровской области | 08.04.1971      |            |
| 147        | Семёнова Нина Григорьевна                                                 | 06.04.1940 — 30.08.2010 | Аппаратчица Новомосковского производственного объединения «Азот» имени В. И. Ленина Министерства по производству минеральных удобрений СССР, Тульская область | 06.04.1981      | [ ГС 135 ] |
| 148        | Семёнова Нина Михайловна                                                  | 03.01.1938 — 18.11.2008 | Сортировщица Новгородского завода имени Ленинского комсомола производственного объединения «Планета» Министерства электронной промышленности СССР | 12.08.1975      | [ ГС 136 ] |
| 149        | Семёнова Прасковья Семёноввна                                             | 19.10.1913 — 05.01.2011 | Звеньевая колхоза «Путь к социализму» Лукояновского района Горьковской области | 09.04.1949      | [ ГС 137 ] |
| 150        | Семёнова Татьяна Алексеевна                                               | 15.12.1914 — 06.05.2000 | Доярка колхоза «Красная заря» Дедовичского района Псковской области | 07.03.1960      | [ ГС 138 ] |
| 151        | Семеновская Анна Галактионовна                                            | 28.07.1926 — 26.08.2012 | Доярка племенного завода «Любомировка» Верхнеднепровского района Днепропетровской области | 22.03.1966      | [ ГС 139 ] |
| 152        | Семенцов Иван Михайлович                                                  | род. 1930               | Председатель колхоза имени Ленина Гороховского района Волынской области | 08.04.1971      |            |
| 153        | Семенцов Михаил Фёдорович                                                 | 27.08.1926 — 17.01.1983 | Наладчик Алтайского тракторного завода имени М. И. Калинина Министерства тракторного и сельскохозяйственного машиностроения СССР, гор. Рубцовск | 05.04.1971      | [ ГС 140 ] |
| 154        | Семенченко Фёдор Яковлевич                                                | 16.02.1903 — 1986       | Старший дорожный мастер дистанции пути Нижнеднепровск-Узел Сталинской железной дороги, Днепропетровская область | 01.08.1959      | [ ГС 141 ] |
| 155        | Семенчёнок Михаил Иванович                                                | 1909 — ????             | Старший аппаратчик Дорогомиловского химического завода имени М. В. Фрунзе Министерства химической промышленности СССР, гор. Москва | 28.05.1966      |            |
| 156        | Семенчук Лариса Григорьевна                                               | род. 02.05.1942         | Бригадир полеводческой бригады колхоза имени Ленина Ямпольского района Винницкой области | 08.12.1973      |            |
| 157        | Семенюк Анастасия Васильевна                                              | 1922 — ????             | Звеньевая колхоза имени 131-го Таращанского полка Довбышского района Житомирской области | 12.07.1950      |            |
| 158        | Семенюта Яков Михеевич                                                    | 13.05.1927 — 15.02.1989 | Бригадир целинной тракторной бригады Угловской МТС Угловского района Алтайского края | 11.01.1957      | [ ГС 142 ] |
| 159        | Семеняк Илья Васильевич                                                   | 1905 — ????             | Бригадир колхоза имени Димитрова гор. Мукачево Закарпатской области | 28.02.1949      | [ ГС 143 ] |
| 160        | Семибратов Андрей Миронович                                               | 16.10.1911 — 23.02.1995 | Тракторист колхоза имени Октябрьской революции Матвеево-Курганского района Ростовской области | 23.06.1966      | [ ГС 144 ] |
| 161        | Семизоров Николай Фёдорович                                               | 07.01.1924 — 07.09.1999 | Начальник Куйбышевгидростроя Министерства энергетики и электрификации СССР, Куйбышевская область | 20.04.1971      | [ ГС 145 ] |
| 162        | Семикобыла Георгий Сергеевич                                              | 23.12.1910 — 14.07.1997 | Управляющий трестом «Забайкалуголь» Министерства угольной промышленности восточных районов СССР, Читинская область | 28.08.1948      | [ ГС 146 ] |
| 163        | Семиколенов Анатолий Семёнович                                            | 23.03.1923 — 15.09.1995 | Председатель колхоза имени Фрунзе Егорьевского района Алтайского края | 13.12.1972      | [ ГС 147 ] |
| 164        | Семиколенов Андрей Алексеевич                                             | 25.05.1921 — 05.09.1997 | Токарь Загорского электромеханического завода «Звезда» Министерства радиопромышленности СССР, Московская область | 29.07.1966      | [ ГС 148 ] |
| 165        | Семилет Мария Ивановна                                                    | род. 07.11.1927         | Бригадир рабочих Черкасского консервного комбината Министерства пищевой промышленности Украинской ССР | 17.01.1974      |            |
| 166        | Сёмин Иван Андреевич                                                      | 1920—1998               | Арматуро-бетонщик Скопинского строительного управления треста «Октябрьшахтострой» Главцентрошахтостроя Министерства строительства предприятий угольной промышленности СССР, Рязанская область                                                                          | 26.04.1957      |            |
| 167        | Сёмин Пётр Матвеевич                                                      | 1919 — 08.10.1987       | Механик-сборщик Московского завода электромеханической аппаратуры Министерства общего машиностроения СССР | 09.11.1970      | [ ГС 149 ] |
| 168        | Сёмина Дина Афанасьевна                                                   | род. 1932               | Машинист вращающихся печей Брянского цементного завода Министерства промышленности строительных материалов СССР | 04.03.1976      | [ ГС 150 ] |
| 168.000006 | Семиниченко Ольга Фёдоровна                                               | 01.12.1927 — 30.08.2018 | Звеньевая колхоза имени Войкова Рязанского района Краснодарского края | 06.05.1948      |            |
| 169        | Семиряко Мария Григорьевна                                                | 1920 — ????             | Звеньевая колхоза имени Петровского Мало-Девицкого района Черниговской области | 04.05.1951      |            |
| 170        | Семихатов Николай Александрович                                           | 10.12.1918 — 11.04.2002 | Главный конструктор НИИ-592 Государственного комитета Совета Министров СССР по радиоэлектронике, Свердловская область | 17.06.1961      | [ ГС 151 ] |
| 171        | Семка Николай Фёдорович                                                   | 12.11.1914 — 25.03.2003 | Бригадир плавильщиков Днепровского алюминиевого завода имени С. М. Кирова Министерства цветной металлургии СССР, гор. Запорожье | 20.05.1966      | [ ГС 152 ] |
| 172        | Сёмка Татьяна Дмитриевна                                                  | 01.1922 — ????          | Звеньевая колхоза имени Хрущёва Менского района Черниговской области | 23.04.1952      | [ ГС 153 ] |
| 173        | Сёмкин Иван Петрович                                                      | 04.08.1911 — 12.01.1995 | Старший машинист паровоза Взморьевского участка тяги и подвижного состава Южно-Сахалинской железной дороги, Сахалинская область | 01.08.1959      | [ ГС 154 ] |
| 174        | Семко Валентин Владимирович                                               | 19.09.1937 — 03.01.2007 | Начальник отдела научно-исследовательского управления Государственного научно-исследовательского института аварийно-спасательного дела, водолазных и глубоководных работ Министерства обороны СССР, полковник медицинской службы, гор. Ленинград                       | 24.01.1991      | [ ГС 155 ] |
| 175        | Семко Михаил Фёдорович                                                    | 01.10.1906 — 09.09.1979 | Ректор Харьковского политехнического института имени В. И. Ленина | 30.09.1976      | [ ГС 156 ] |
| 176        | Сёмушкина Анна Ивановна                                                   | 06.09.1927 — 01.08.2003 | Звеньевая колхоза «Красные Горные Орлы» Урджарского района Семипалатинской области | 08.04.1971      | [ ГС 157 ] |
| 177        | Семчак Харитон Илларионович                                               | 1918 — ????             | Бригадир колхоза имени Карла Маркса Шполянского района Киевской области | 25.04.1951      |            |
| 178        | Семченко Василий Зиновьевич                                               | 1909 — 1995             | Старший механик Моисеевской МТС Краснотуранского района Красноярского края | 07.01.1948      | [ ГС 158 ] |
| 179        | Семыкин Василий Романович                                                 | 1889 — 02.1980          | Забойщик шахты № 1/2 треста «Кагановичуголь» комбината «Кузбассуголь» Министерства угольной промышленности восточных районов СССР, Кемеровская область | 28.08.1948      | [ ГС 159 ] |
| 180        | Семыкин Иван Иванович                                                     | 10.02.1931 — 20.09.1981 | Начальник Северного управления строительства Министерства среднего машиностроения СССР, Ленинградская область | 28.02.1975      | [ ГС 160 ] |
| 181        | Сененкова Анна Афанасьевна                                                | 23.04.1912 — 20.05.2003 | Доярка подсобного хозяйства «Горки-II» Звенигородского района Московской области | 19.12.1953      | [ ГС 161 ] |
| 182        | Сеник Николай Григорьевич                                                 | род. 1936               | Механизатор колхоза имени Фрунзе Носовского района Черниговской области | 08.12.1973      |            |
| 183        | Сенин Николай Алексеевич                                                  | 10.02.1918 — 09.07.2004 | Машинист экскаватора специализированного управления «Строймеханизация» Орловского управления строительства Министерства промышленного строительства СССР, гор. Орёл | 08.01.1974      | [ ГС 162 ] |
| 184        | Сенина Клавдия Егоровна                                                   | 1925—1955               | Звеньевая молочного совхоза № 141 Гусевского района Калининградской области | 08.04.1949      | [ ГС 163 ] |
| 185        | Сенирбаев Турдукул                                                        | 1898 — 10.03.1978       | Председатель колхоза имени Панфилова Петровского района Фрунзенской области | 15.02.1957      | [ ГС 164 ] |
| 186        | Сенников Леонид Фёдорович                                                 | род. 07.08.1930         | Тракторист колхоза «Верный путь» Ялуторовского района Тюменской области | 08.04.1971      | [ ГС 165 ] |
| 187        | Сенченкова Лия Григорьевна                                                | 07.01.1927 — 23.03.2003 | Учительница Сафоновской школы-интерната Сафоновского района Смоленской области | 01.07.1968      | [ ГС 166 ] |
| 188        | Сенчишена Анна Яковлевна                                                  | 27.11.1929 — 04.04.2016 | Звеньевая колхоза «Праця» Шаргородского района Винницкой области | 16.02.1948      | [ ГС 167 ] |
| 189        | Сенчук Анна Ивановна                                                      | 05.05.1934 — 17.12.1999 | Звеньевая колхоза «Красный Октябрь» Октябрьского района Приморского края | 08.04.1971      | [ ГС 168 ] |
| 190        | Сенько Илья Петрович                                                      | 05.05.1940 — 01.12.2017 | Председатель колхоза «Путь к коммунизму» Гродненского района Гродненской области | 07.07.1986      | [ ГС 169 ] |
| 191        | Сенько Фёдор Петрович                                                     | 06.04.1936 — 23.04.2020 | Председатель колхоза «Прогресс» Гродненского района Гродненской области | 08.04.1971      | [ ГС 170 ] |
| 191.000007 | Серафимова Клара Максимовна                                               | 18.04.1930 — 04.11.1989 | Звеньевая колхоза «Запорожец» Старо-Бешевского района Сталинской области | 02.06.1950      | [ ГС 171 ] |
| 192        | Серая Анна Моисеевна                                                      | 25.01.1924 — 03.06.2014 | Бригадир штукатуров специализированного строительного управления № 20 треста «Киевгорстрой» № 4 Главкиевгорстроя при исполкоме Киевского городского Совета депутатов трудящихся                                                                                        | 03.06.1966      | [ ГС 172 ] |
| 192.000008 | Серая Мария Андреевна                                                     | 1908 — ????             | Звеньевая колхоза имени Кирова Камышевахского района Запорожской области | 18.05.1949      | [ ГС 173 ] |
| 193        | Сербаев Сихимбай                                                          | 1886 — ????             | Старший чабан колхоза «Берлик-Устем» Чуйского района Джамбулской области | 12.07.1949      | [ ГС 174 ] |
| 194        | Сербин Лидия Спиридоновна                                                 | 07.04.1923 — 30.12.2002 | Звеньевая колхоза имени Щорса Емильчинского района Житомирской области | 30.04.1966      | [ ГС 175 ] |
| 194.000009 | Сербова Степанида Николаевна В ряде источников фамилия пишется как Себова | род. 27.11.1926         | Звеньевая колхоза имени Будённого Березовского района Одесской области | 21.03.1949      | [ ГС 176 ] |
| 195        | Сербул Ефимия Никифоровна                                                 | 10.04.1920 — ????       | Звеньевая колхоза имени Ленина Врадиевского района Одесской области | 24.06.1949      | [ ГС 177 ] |
| 196        | Сергазин Шайдахмет                                                        | 27.04.1920 — 24.02.2006 | Председатель Есильского райисполкома Акмолинской области | 11.01.1957      | [ ГС 178 ] |
| 197        | Сергалиев Кабекес                                                         | 14.03.1917 — 26.03.2002 | Старший скотник совхоза «Анкатинский» Чапаевского района Уральской области | 22.03.1966      | [ ГС 179 ] |
| 198        | Сергачёв Герман Пантелеевич                                               | 1923—1975               | Директор совхоза «Комсомолец» Кунгурского района Пермской области | 22.03.1966      | [ ГС 180 ] |
| 199        | Сергачёв Николай Матвеевич                                                | 18.05.1934 — 07.08.2003 | Бригадир комплексной бригады строительного управления № 48 треста «Мосстрой» № 17 Главмосстроя Мосгорисполкома | 11.03.1974      | [ ГС 181 ] |
| 200        | Сергеев Александр Васильевич                                              | 16.02.1909 — 04.02.1976 | Навалоотбойщик шахты имени Кирова комбината «Востсибуголь» Министерства угольной промышленности восточных районов СССР, Иркутская область | 28.08.1948      | [ ГС 182 ] |
| 201        | Сергеев Анатолий Михайлович                                               | 28.06.1927 — 15.08.2012 | Сталевар металлургического комбината имени А. К. Серова Свердловского совнархоза | 19.07.1958      | [ ГС 183 ] |
| 202        | Сергеев Василий Иванович                                                  | 1913 — 31.01.1995       | Бригадир тракторной бригады Дмитровской МТС Московской области | 19.02.1948      | [ ГС 184 ] |
| 203        | Сергеев Виктор Иванович                                                   | 20.01.1921 — 16.12.2008 | Заместитель главного конструктора Центрального конструкторского бюро машиностроения Министерства среднего машиностроения СССР, гор. Ленинград | 29.07.1985      | [ ГС 185 ] |
| 204        | Сергеев Виталий Кузьмич                                                   | 02.10.1930 — 15.03.2008 | Бригадир комплексной проходческой бригады рудника «Иультин» Восточно-Чукотского горнопромышленного управления Министерства цветной металлургии СССР, Чукотский национальный округ Магаданской области                                                                  | 20.05.1966      | [ ГС 186 ] |
| 205        | Сергеев Владимир Георгиевич                                               | 03.10.1929 — 08.11.1991 | Бригадир электрослесарей Свердловского трамвайно-троллейбусного управления | 07.05.1971      | [ ГС 187 ] |
| 206        | Сергеев Владимир Иванович                                                 | род. 27.07.1926         | Старший аппаратчик химического комбината «Капролактам» Министерства химической промышленности СССР, Горьковская область | 28.05.1966      | [ ГС 188 ] |
| 207        | Сергеев Владимир Николаевич                                               | 1921—1981               | Дежурный по станции Улан-Удэ Восточно-Сибирской железной дороги, Бурятская АССР | 05.03.1976      | [ ГС 189 ] |
| 208        | Сергеев Владимир Сергеевич                                                | 25.07.1911 — 21.12.1999 | Директор Научно-исследовательского института точной технологии Министерства электронной промышленности СССР, гор. Зеленоград, Москва | 26.04.1971      | [ ГС 190 ] |
| 209        | Сергеев Георгий Иванович                                                  | 30.08.1911 — 15.03.1988 | Главный конструктор отдельного конструкторского бюро № 2 завода «Баррикады» Министерства оборонной промышленности СССР, гор. Волгоград | 09.10.1975      | [ ГС 191 ] |
| 210        | Сергеев Григорий Иванович                                                 | 06.06.1922 — 17.04.2002 | Слесарь Калужского завода автомотоэлектрооборудования Министерства автомобильной промышленности СССР | 05.04.1971      | [ ГС 192 ] |
| 211        | Сергеев Иван Васильевич                                                   | 1924 — 13.09.1999       | Бригадир комплексной бригады строительного управления № 13 строительного треста № 8 Министерства строительства СССР, гор. Владивосток Приморского края | 07.05.1971      | [ ГС 193 ] |
| 212        | Сергеев Илья Васильевич                                                   | 09.08.1909 — 27.05.1991 | Председатель колхоза «Коминтерн» Могилёвского района Могилёвской области | 18.01.1958      | [ ГС 194 ] |
| 213        | Сергеев Константин Михайлович                                             | 05.03.1910 — 01.04.1992 | Художественный руководитель Ленинградского академического хореографического училища имени А. Я. Вагановой, народный артист СССР | 22.03.1991      | [ ГС 195 ] |
| 214        | Сергеев Константин Николаевич                                             | род. 23.05.1932         | Регулировщик радиоэлектронной аппаратуры завода «Прибой» Министерства судостроительной промышленности СССР, Ростовская область | 25.07.1966      | [ ГС 196 ] |
| 215        | Сергеев Максим Иванович                                                   | 15.09.1926 — 10.05.1987 | Буровой мастер Усть-Балыкской конторы бурения треста «Сургутбурнефть» Главтюменнефтегаза Министерства нефтяной промышленности СССР, Ханты-Мансийский национальный округ                                                                                                | 30.03.1971      | [ ГС 197 ] |
| 216        | Сергеев Михаил Дмитриевич                                                 | 15.01.1915 — 27.06.1981 | Скотник совхоза «Становский» Большеуковского района Омской области | 08.04.1971      | [ ГС 198 ] |
| 217        | Сергеев Михаил Семёнович                                                  | 06.10.1926 — 30.03.2025 | Бригадир столяров строительного управления № 1 управления строительства «Якуттяжстрой» Министерства строительства предприятий тяжёлой индустрии СССР, гор. Якутск | 05.04.1971      | [ ГС 199 ] |
| 218        | Сергеев Николай Афанасьевич                                               | 1914 — ????             | Директор совхоза «Лесной» Урицкого района Кустанайской области | 11.01.1957      | [ ГС 200 ] |
| 219        | Сергеев Павел Никонорович                                                 | 1900 — 01.06.1985       | Главный агроном районного отдела сельского хозяйства Ново-Анненского района Сталинградской области | 15.02.1948      | [ ГС 201 ] |
| 220        | Сергеев Пётр Васильевич                                                   | 18.07.1929 — 14.11.1981 | Тракторист колхоза имени М. Горького Бижбулякского района Башкирской АССР | 08.04.1971      | [ ГС 202 ] |
| 221        | Сергеев Пётр Федосеевич                                                   | 1901 — 14.11.1956       | Бригадир колхоза «15 лет РККА» Минусинского района Красноярского края | 21.02.1949      | [ ГС 203 ] |
| 222        | Сергеев Юрий Георгиевич                                                   | 20.05.1930 — 22.05.2024 | Капитан китобойного судна «Жаркий» Антарктической китобойной флотилии «Советская Россия» Министерства рыбного хозяйства СССР, Приморский край | 26.04.1971      | [ ГС 204 ] |
| 223        | Сергеева Аграфена Тимофеевна                                              | 15.07.1920 — 07.03.2009 | Телятница совхоза «Фархад» Хавастского района Сырдарьинской области | 25.12.1976      | [ ГС 205 ] |
| 224        | Сергеева Анна Борисовна                                                   | 10.03.1928 — 21.03.2012 | Звеньевая колхоза имени Урицкого Сафоновского района Смоленской области | 08.04.1971      | [ ГС 206 ] |
| 224.00001  | Сергеева Екатерина Степановна                                             | 24.12.1919 — 26.12.2006 | Доярка свиноводческого совхоза «Полоное» Министерства мясной и молочной промышленности СССР, Порховский район Псковской области | 05.10.1950      | [ ГС 207 ] |
| 224.000011 | Сергеева Мария Ивановна                                                   | 22.06.1928 — 04.03.1984 | Звеньевая колхоза «Красный Октябрь» Лево-Россошанского района Воронежской области | 18.01.1948      |            |
| 224.000012 | Сергеева Нина Михайловна                                                  | 06.01.1921 — 20.07.2005 | Звеньевая колхоза «Червоный хлебороб» Краснолиманского района Сталинской области | 16.02.1948      |            |
| 225        | Сергеева Ольга Петровна                                                   | 22.06.1928 — 08.12.2019 | Доярка колхоза «Горшиха» Ярославского района Ярославской области | 11.06.1949      | [ ГС 208 ] |
| 226        | Сергеева Татьяна Григорьевна                                              | 29.01.1928 — 19.01.2010 | Доярка колхоза имени Калинина Куйбышевского района Новосибирской области | 22.03.1966      | [ ГС 209 ] |
| 226.000013 | Сергеева Татьяна Яковлевна                                                | род. 20.07.1939         | Свинарка совхоза «Победитель» Кормиловского района Омской области | 25.12.1959      | [ ГС 210 ] |
| 227        | Сергеенко Михаил Нектарович                                               | 1885 — ????             | Старший агроном свиноводческого совхоза имени 1-го Мая Министерства совхозов СССР, Артёмовский район Сталинской области | 13.03.1948      | [ ГС 211 ] |
| 228        | Сергеенков Олег Алексеевич                                                | 01.01.1936 — 15.01.2025 | Капитан теплохода «Сормовский-5» Беломорско-Онежского пароходства Министерства речного флота РСФСР, гор. Петрозаводск Карельской АССР | 14.08.1986      | [ ГС 212 ] |
| 229        | Сергейко Василий Петрович                                                 | 01.10.1923 — 10.02.2015 | Первый секретарь Ленинградского райкома КПСС, Краснодарский край | 23.12.1976      | [ ГС 213 ] |
| 230        | Сергиев Пётр Григорьевич                                                  | 10.07.1893 — 12.07.1973 | Действительный член Академии медицинских наук СССР, профессор, гор. Москва | 05.07.1963      | [ ГС 214 ] |
| 231        | Сергиевская Екатерина Алексеевна                                          | 19.12.1922 — 05.01.1980 | Заведующая здравпунктом комбината «Североникель» имени В. И. Ленина Министерства цветной металлургии СССР, гор. Мончегорск Мурманской области | 04.02.1969      | [ ГС 215 ] |
| 232        | Сергиевский Константин Александрович                                      | 18.11.1914 — 28.09.1994 | Директор Казанского завода точного машиностроения имени М. И. Калинина Министерства машиностроения СССР, Татарская АССР | 26.04.1971      | [ ГС 216 ] |
| 233        | Сергиенко Василий Сергеевич                                               | 03.12.1925 — 03.11.2003 | Старший осмотрщик вагонного депо Ворошиловград Донецкой железной дороги | 04.05.1971      | [ ГС 217 ] |
| 234        | Сергиенко Иван Терентьевич                                                | 19.08.1909 — 1977       | Главный агроном районного отдела сельского хозяйства Котовского района Одесской области | 19.07.1951      | [ ГС 218 ] |
| 235        | Сергиенко Иван Яковлевич                                                  | 1914 — ????             | Директор совхоза «Нижнеднепровский» Днепропетровского района Днепропетровской области | 08.12.1973      |            |
| 236        | Сергиенко Мария Никифоровна                                               | 1910—1995               | Звеньевая виноградарского совхоза «Суворовский» Министерства пищевой промышленности СССР, Минераловодский район Ставропольского края | 05.10.1949      | [ ГС 219 ] |
| 237        | Сергиенко Михаил Васильевич                                               | 01.10.1931 — 08.02.2014 | Механизатор конезавода «Краснодонский» Урицкого района Кустанайской области | 19.02.1981      | [ ГС 220 ] |
| 238        | Сергиенко Надежда Георгиевна                                              | 03.09.1923 — 18.09.1976 | Директор средней школы № 3, гор. Элиста Калмыцкой АССР | 01.07.1968      | [ ГС 221 ] |
| 239        | Сергиенко Павел Николаевич                                                | 1912 — ????             | Начальник участка шахты № 1 «Каменецкая» треста «Сталиногорскуголь» комбината «Москвоуголь» Министерства угольной промышленности СССР, Тульская область | 26.04.1957      | [ ГС 222 ] |
| 240        | Сергиенко Фёдор Афанасьевич                                               | 11.05.1911 — 29.09.2002 | Председатель колхоза «Путь к коммунизму» Еланского района Волгоградской области | 23.06.1966      | [ ГС 223 ] |
| 241        | Сергиенко Филипп Степанович                                               | 13.10.1918 — 08.02.1992 | Бригадир колхоза имени Калинина Павловского района Краснодарского края | 10.02.1949      | [ ГС 224 ] |
| 242        | Сердаков Сергей Исаакович                                                 | 09.11.1915 — 02.10.1974 | Старший мастер плавильного цеха никелевого завода Норильского горнометаллургического комбината имени А. П. Завенягина Красноярского совнархоза | 09.06.1961      | [ ГС 225 ] |
| 243        | Сердюк Зиновий Тимофеевич                                                 | 15.11.1903 — 18.08.1982 | Первый заместитель председателя Партийной комиссии при ЦК КПСС, гор. Москва | 04.11.1963      | [ ГС 226 ] |
| 244        | Сердюк Матрёна Александровна                                              | 31.03.1906 — 14.09.1984 | Звеньевая колхоза «Революционный шлях» Ново-Светловского района Ворошиловградской области | 19.04.1949      | [ ГС 227 ] |
| 245        | Сердюк Михаил Филиппович                                                  | 1925 — ????             | Машинист экскаватора Кимовского угольного карьера треста «Донскойуголь» комбината «Тулауголь» Министерства угольной промышленности СССР, Тульская область | 29.06.1966      | [ ГС 228 ] |
| 246        | Сердюк Николай Иванович                                                   | 01.08.1933 — 13.07.2017 | Токарь производственного объединения «Полёт» Министерства общего машиностроения СССР, гор. Омск | 02.10.1975      | [ ГС 229 ] |
| 247        | Сердюк Ольга Семёновна                                                    | род. 1927               | Телятница колхоза «Коминтерн» Недригайловского района Сумской области | 10.07.1950      |            |
| 248        | Сердюков Андрей Ильич                                                     | 13.01.1908 — 17.09.1987 | Старший чабан совхоза «Выпасной» Котельниковского района Волгоградской области | 22.03.1966      | [ ГС 230 ] |
| 249        | Серебренников Владимир Алексеевич                                         | 1918 — ????             | Электросварщик-инструктор производственного обучения треста «Средазэнергомонтаж» Министерства энергетики и электрификации СССР, Алма-Атинская область | 04.10.1966      | [ ГС 231 ] |
| 250        | Серебренников Владимир Алексеевич                                         | 20.05.1926 — 31.01.2022 | Заместитель главного конструктора Научно-производственного объединения имени С. А. Лавочкина Министерства авиационной промышленности СССР, гор. Химки Московской области                                                                                               | 28.08.1986      | [ ГС 232 ] |
| 251        | Серебренников Михаил Александрович                                        | 29.09.1911 — 28.07.1982 | Старший механик семеноводческого совхоза «Сибиряк» Министерства совхозов СССР, Тулунский район Иркутской области | 03.05.1948      | [ ГС 233 ] |
| 252        | Серебров Климентий Аркадьевич                                             | 02.01.1926 — 24.08.1981 | Главный конструктор специального конструкторского бюро Ленинградского научно-производственного объединения имени Н. Г. Козицкого Министерства радиопромышленности СССР                                                                                                 | 19.09.1977      | [ ГС 234 ] |
| 253        | Серебряков Александр Степанович                                           | 28.03.1904 — 28.04.1994 | Старший ветеринарный врач подсобного хозяйства «Горки-II» Звенигородского района Московской области | 19.12.1953      | [ ГС 235 ] |
| 254        | Серебряков Антон Никитович                                                | 15.01.1910 — 16.07.1969 | Первый секретарь Дергачёвского райкома КПСС, Саратовская область | 11.01.1957      | [ ГС 236 ] |
| 255        | Серебряков Иван Иосифович                                                 | 05.12.1930 — 03.12.1992 | Машинист экскаватора рудника «Мирный» треста «Якуталмаз» Министерства цветной металлургии СССР, Якутская АССР | 20.05.1966      | [ ГС 237 ] |
| 256        | Серебряков Сергей Петрович                                                | род. 18.01.1939         | Слесарь-инструментальщик производственного объединения «Тульский патронный завод имени С. М. Кирова» Министерства машиностроения СССР | 10.09.1987      | [ ГС 238 ] |
| 257        | Серёгин Спиридон Николаевич                                               | 1903 — ????             | Начальник шахты № 3-бис треста «Чистяковантрацит» Министерства угольной промышленности Украинской ССР, Сталинская область | 26.04.1957      | [ ГС 239 ] |
| 258        | Середа Александра Яковлевна                                               | 03.03.1910 — 16.06.1996 | Звеньевая колхоза «Украина» Немировского района Винницкой области | 31.12.1965      | [ ГС 240 ] |
| 259        | Середа Григорий Лукич                                                     | 25.10.1919 — 07.12.1989 | Управляющий рудоуправлением имени Орджоникидзе треста «Никополь-Марганец», Днепропетровская область | 19.07.1958      | [ ГС 241 ] |
| 260        | Середа Иван Иванович                                                      | 1900—1954               | Управляющий отделением зернового совхоза «Гигант» Министерства совхозов СССР, Сальский район Ростовской области | 03.04.1948      | [ ГС 242 ] |
| 261        | Середа Мария Степановна                                                   | род. 20.10.1939         | Звеньевая колхоза имени Петровского Залещицкого района Тернопольской области | 08.04.1971      | [ ГС 243 ] |
| 262        | Середич Иван Михайлович                                                   | 13.03.1928 — 24.02.2007 | Звеньевой механизированного звена колхоза имени Кирова Пинского района Брестской области | 31.12.1965      | [ ГС 244 ] |
| 263        | Серёдкин Филипп Васильевич                                                | 11.11.1915 — 11.09.2000 | Бригадир совхоза «Ленинский» Каменского района Пензенской области | 23.06.1966      | [ ГС 245 ] |
| 264        | Серенко Никита Васильевич                                                 | 12.07.1901 — 27.12.1989 | Председатель колхоза «Страна Советов» Угловского района Алтайского края | 04.03.1948      | [ ГС 246 ] |
| 265        | Сержанов Мамбет                                                           | 1890 — 24.01.1954       | Старший чабан колхоза «Жулдуз» Фурмановского района Западно-Казахстанской области | 23.07.1948      | [ ГС 247 ] |
| 266        | Серикбаев Баттал                                                          | 1900 — ????             | Заведующий конефермой колхоза имени Калинина Аксуатского района Семипалатинской области | 23.07.1948      | [ ГС 248 ] |
| 267        | Сериков Аскар                                                             | 28.11.1927 — 17.12.2007 | Машинист горного комбайна шахты № 22 имени 50-летия Октябрьской революции комбината «Карагандауголь» Министерства угольной промышленности СССР, Карагандинская область                                                                                                 | 30.03.1971      | [ ГС 249 ] |
| 268        | Сериков Владислав Пахомович                                               | 1927—1994               | Бригадир комплексной бригады треста «Печенганикельстрой» Министерства строительства РСФСР, Мурманская область | 27.04.1966      | [ ГС 250 ] |
| 269        | Сериков Даутали                                                           | 1880 — ????             | Звеньевой свекловодческой бригады сельхозартели «Джаналык» Талды-Курганского района Талды-Курганской области | 28.03.1948      | [ ГС 251 ] |
| 270        | Сериков Иван Александрович                                                | 07.09.1906 — 28.02.1979 | Директор Харьковского моторостроительного завода «Серп и молот» Министерства тракторного и сельскохозяйственного машиностроения СССР | 05.04.1971      | [ ГС 252 ] |
| 271        | Серимбетов Бахтыжан                                                       | 1929—2010               | Скреперист Тасбугетской передвижной механизированной колонны № 29 треста «Кзылордаводстрой», Сырдарьинский район Кзыл-Ординской области | 08.04.1971      | [ ГС 253 ] |
| 272        | Серкебаев Ермек Бекмухамедович                                            | 04.07.1926 — 16.11.2013 | Солист Казахского государственного академического театра оперы и балета имени Абая, народный артист СССР, гор. Алма-Ата | 03.07.1986      | [ ГС 254 ] |
| 273        | Серков Анатолий Фирсович                                                  | 07.10.1928 — 24.07.2009 | Сталевар мартеновского цеха Сталинградского металлургического завода «Красный Октябрь» Сталинградского совнархоза | 19.07.1958      | [ ГС 255 ] |
| 274        | Серков Филипп Михайлович                                                  | 20.01.1905 — 01.03.1988 | Председатель колхоза имени Фрунзе Шкловского района Могилёвской области | 30.04.1966      | [ ГС 256 ] |
| 275        | Серкова Ира Николаевна                                                    | 20.07.1937 — 03.08.2017 | Мастер машинного доения госплемзавода «Молочное» Вологодского района Вологодской области | 21.12.1983      | [ ГС 257 ] |
| 276        | Сермягин Валентин Романович                                               | 05.10.1930 — 04.05.2018 | Токарь-расточник Волжского завода цементного машиностроения Министерства строительного, дорожного и коммунального машиностроения СССР, Куйбышевская область | 23.07.1966      | [ ГС 258 ] |
| 277        | Серов Александр Иванович                                                  | 1926—1994               | Горнорабочий очистного забоя шахты № 9 комбината «Южкузбассуголь» Министерства угольной промышленности СССР, гор. Осинники Кемеровской области | 30.03.1971      | [ ГС 259 ] |
| 278        | Серов Александр Никитич                                                   | 16.04.1932 — 04.1994    | Машинист экскаватора Боровичского дорожно-строительного управления № 2 Министерства автомобильных дорого РСФСР, Новгородская область | 02.04.1981      | [ ГС 260 ] |
| 279        | Серов Арсений Иванович                                                    | 22.12.1908 — 05.01.1969 | Первый секретарь Молотовского райкома Компартии Казахстана, Акмолинская область | 11.01.1957      | [ ГС 261 ] |
| 279.000014 | Сероштан Екатерина Семёновна                                              | 18.02.1927 — 30.03.1981 | Звеньевая колхоза «Верный путь» Алексеевского района Воронежской области | 09.06.1950      | [ ГС 262 ] |
| 280        | Сероштан Фёдор Кузьмич                                                    | 1901 — 19.02.1954       | Председатель колхоза имени Сталина района имени 28 гвардейцев Талды-Курганской области | 28.03.1948      | [ ГС 263 ] |
| 281        | Серпокрылов Павел Яковлевич                                               | 1918 — ????             | Председатель Молотовабадского райисполкома, Сталинабадская область | 03.05.1949      |            |
| 282        | Серый Зосим Львович                                                       | 30.11.1916 — 09.02.1977 | Начальник управления строительства «Нарынгидроэнергострой» Министерства энергетики и электрификации СССР, Ошская область | 18.03.1976      | [ ГС 264 ] |
| 283        | Серых Андрей Тимофеевич                                                   | 15.08.1911 — 14.08.1974 | Первый секретарь Большетроицкого райкома КПСС, Белгородская область | 11.03.1958      | [ ГС 265 ] |
| 284        | Серых Михаил Андреевич                                                    | 01.11.1926 — 27.07.1989 | Капитан теплохода «Высокогорск» Дальневосточного морского пароходства Министерства морского флота СССР, гор. Владивосток Приморского края | 04.05.1971      | [ ГС 266 ] |
| 285        | Серяков Александр Ефимович                                                | 01.06.1931 — 15.08.2004 | Тракторист колхоза «Путь Ленина» Тюменцевского района Алтайского края | 13.12.1972      | [ ГС 267 ] |
| 286        | Серяпов Василий Васильевич                                                | род. 1939               | Бригадир комплексной бригады строительного управления № 2 треста «Кузнецкметаллургстрой» Министерства строительства предприятий тяжёлой индустрии СССР, Кемеровская область                                                                                            | 08.01.1974      | [ ГС 268 ] |
| 287        | Сетер Ольга Иустимовна                                                    | 1926 — ????             | Звеньевая колхоза имени Ленина Врадиевского района Одесской области | 24.06.1949      | [ ГС 269 ] |
| 288        | Сехетлиева Нурсолтан                                                      | 1921 — ????             | Звеньевая колхоза «Сынпы-Гореш» Марыйского района Марыйской области | 11.06.1949      | [ ГС 270 ] |
| 289        | Сехниашвили Анета Михайловна                                              | 1918 — ????             | Звеньевая колхоза имени Берия Арбошикского сельсовета Цителицкаройского района Грузинской ССР | 05.09.1950      | [ ГС 271 ] |
| 290        | Сехниашвили Георгий Сабаевич                                              | 25.09.1910 — ????       | Секретарь Телавского районного комитета Компартии (большевиков) Грузии | 19.04.1951      | [ ГС 272 ] |
| 291        | Сечина Мария Степановна                                                   | 1905 — ????             | Звеньевая колхоза имени Энгельса Нижне-Чирчикского района Ташкентской области | 17.07.1951      |            |

| Навигационная таблица | Навигационная таблица    |
| --------------------- | ------------------------ |
| «С»                   | Саакян — Сальникова      |
| «С»                   | Самадалашвили — Саяхимов |
| «С»                   | Сборщикова — Сечина      |
| «С»                   | Сибиркин — Сиюхов        |
| «С»                   | Скаженик — Смыслин       |
| «С»                   | Снегирёв — Союстов       |
| «С»                   | Спаривак — Стычинский    |
| «С»                   | Субаев — Сяплов          |